# ХТВ-64

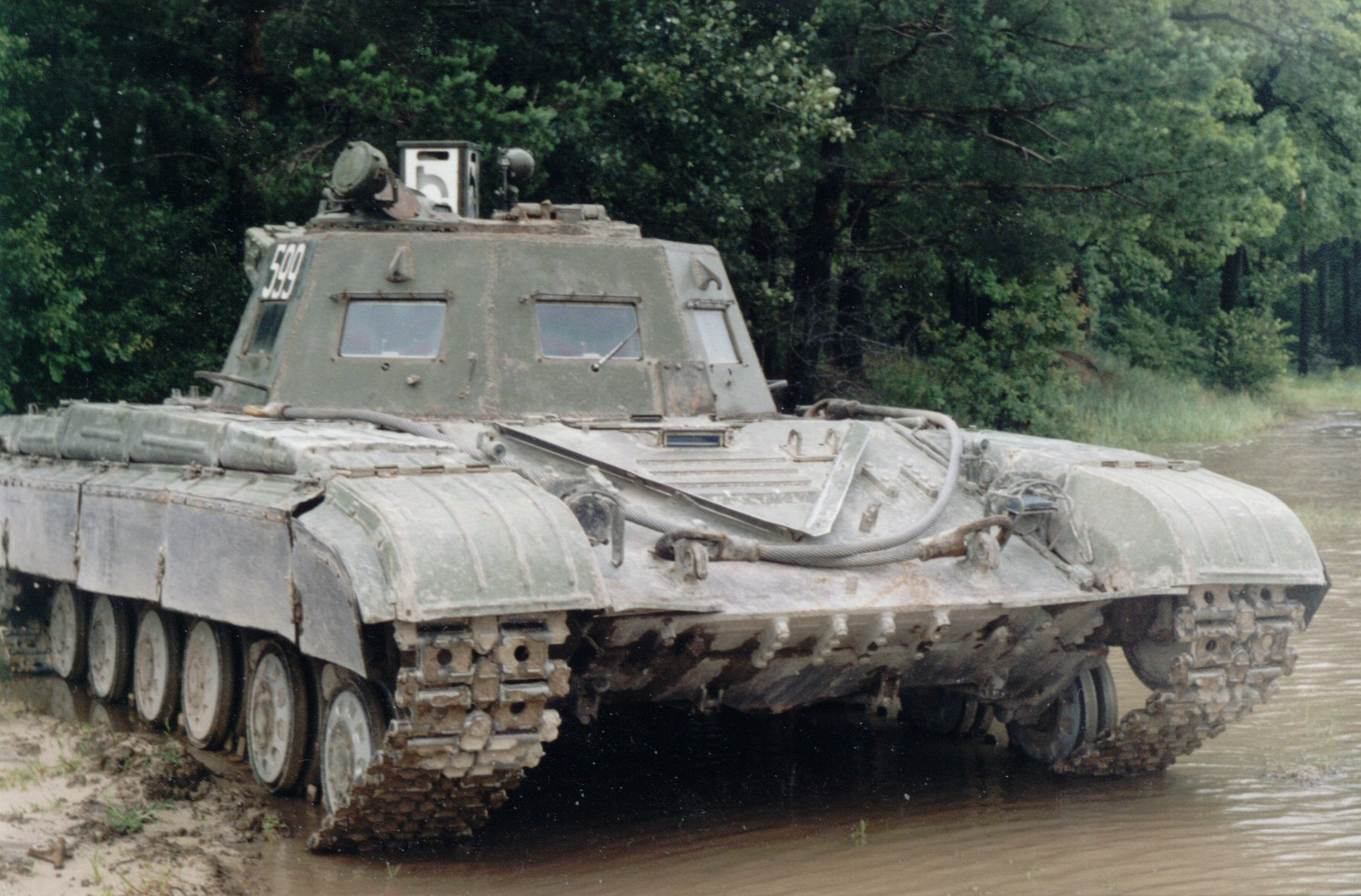
ХТВ-64

ХТВ-64 — ходовий тренажер водіння на базі основного бойового танка Т-64. Замість башти й озброєння на корпусі танка встановлена простора рубка з макетом гармати. У рубці розміщуються робочі місця інструктора і двох учнів. Робоче місце механіка-водія залишилося без змін.